# Sonya Eddy
Sonya Jean Eddy (Concord (Californië), 17 juni 1967 – Burbank (Californië), 19 december 2022) was een Amerikaanse actrice. 
Eddy is vooral bekend van haar rol als Epiphany Johnson in de televisieserie General Hospital waar zij vanaf 2006 in 543 afleveringen gespeeld heeft.

## Biografie
Eddy studeerde in 1992 af met een Bachelor of Arts in theaterwetenschap en dans aan de Universiteit van Californië in Davis (Californië). Tijdens haar studietijd begon zij met haar acteercarrière in lokale toneelvoorstellingen.
Sonya Eddy overleed op 55-jarige leeftijd aan een infectie, opgelopen na een niet-spoedeisende operatie.

## Filmografie

### Films
Selectie:
- 2012 The Incredible Burt Wonderstone - Hanna
- 2009 The Perfect Game – als Rose Bell
- 2008 Seven Pounds – als verpleegster
- 2007 Year of the Dog – als verpleegster
- 2005 Coach Carter – als moeder van Worm
- 2004 Surviving Christmas – als beveiligster
- 2003 Matchstick Men – als caissière in parkeergarage
- 2003 Daddy Day Care – als serveerster
- 2002 Buying the Cow – als beveiligster
- 2000 Nutty Professor II: The Klumps – als zware vrouw
- 1999 Inspector Gadget – als secretaresse in ziekenhuis
- 1999 Blast from the Past – als medewerkster postkantoor
- 1998 Patch Adams – als oudere serveerster
- 1997 Blast – als Bena

### Televisieseries
Uitgezonderd eenmalige gastrollen.
- 2006-2022 General Hospital – als Epiphany Johnson – 543+ afl.
- 2022 The Last Days of Ptolemy Grey - als miss Delia - 2 afl.
- 2019 Black Jesus - als miss Emma - 4 afl.
- 2016-2019 Those Who Can't - als Tammy Sherman - 31 afl.
- 2015-2017 Fresh Off the Boat - als Deb - 5 afl.
- 2013-2014 Legit – als Ramona – 12 afl.
- 2011-2012 The Middle – als Senora Porter – 2 afl.
- 2009 Burning Hollywood – als Eileen – 6 afl.
- 2007-2008 General Hospital: Night Shift – als Epiphany Johnson – 25 afl.
- 2006 ER – als Harriet – 2 afl.
- 2004-2005 Joan of Arcadia – als voogdes van God – 3 afl.
- 2001 The Invisible Man – als de meid – 2 afl.
- 1997-1999 Arli$$ – als verpleegster – 2 afl.
- 1998 To Have & to Hold – als Delilah – 2 afl.
- 1997-1998 Seinfeld – als Rebecca DeMornay – 2 afl.
- 1997 Beverly Hills, 90210 – als verpleegster – 2 afl.